# Louis Salvan
 (janvier 2022).
Si vous disposez d'ouvrages ou d'articles de référence ou si vous connaissez des sites web de qualité traitant du thème abordé ici, merci de compléter l'article en donnant les références utiles à sa vérifiabilité et en les liant à la section « Notes et références ».
Louis Salvan (1846-1908) est un architecte français.

## Biographie
Louis Salvan est né le 22 septembre 1846 dans le 7e arrondissement de Paris et est mort le 12 juillet 1908 dans le 16e arrondissement de Paris.
Il a exercé à Paris de 1878 à 1898 et a principalement réalisé des immeubles de rapport et des hôtels particuliers. Son œuvre est visible dans le 16e arrondissement, arrondissement dans lequel il réside jusqu’à sa mort, au 13, rue Franklin puis au 59, boulevard de Beauséjour.
Ses constructions se caractérisent par leur éclectisme, passant du style néo-gothique au style néo-Renaissance. Elles ne sont pas toutes signées.
Il est adhérent de la Société des amis des monuments parisiens de 1887 à 1900.

## Réalisations
Les réalisations recensées ci-dessous se trouvent toutes dans le 16e arrondissement :
- 11, rue François-Ponsard, au coin de la rue Gustave-Nadaud : immeuble en pierre blanche puis beige clair de sept étages, à six à sept fenêtres arrondies, avec balcon filant au sixième continuant rue Gustave-Nadaud où il y a sept fenêtres. Rue Gustave-Nadaud, une petite grille permet de descendre au sous-sol en meulière. Non daté (1880 ?) ; signé en façade L. Salvan Archt.
- 5, villa Guibert : hôtel particulier de trois (?) étages construit pour Maurice Guibert en avril 1903. Non daté et non signé. Guère dans le style de l'auteur.
- 6, villa Guibert : hôtel particulier de deux étages de février 1904. Dans l'esprit des années 1900. Non daté, signé L. Salvan.
- 7, villa Guibert : hôtel particulier de deux étages, stylé, dont les arbres cachent une probable signature de Salvan. L'architecte l'a habité dès avril 1903.
- 8, villa Guibert : hôtel particulier de deux étages, de style néo-gothique, non daté, signé L. Salvan.
- 10, villa Guibert : hôtel particulier de deux étages, de style néo-gothique, non daté, signé L. Salvan.
- 11, villa Guibert : hôtel particulier de deux étages, de style néo-gothique, non daté, signé L. Salvan.
- 12, villa Guibert : hôtel particulier de deux étages, stylé, non daté, signé L. Salvan.
- 15, villa Guibert : grand hôtel particulier de deux étages avec jardin privatif, construit pour Maurice Guibert en 1898, signé L. Salvan.
- 136, rue de Longchamp : signé SALVAN L. Archi 1884 (photos).
- 5, rue Raynouard[5] : trois étages, brique rouge, gothisant, non daté, signé L. Salvan Arch. Construit avant les grands immeubles mitoyens qui sont de 1899 et 1909. Reproduit en planche dans le no 109 des Monographies de Bâtiments Modernes, A. Raguenet directeur, Paris, 83e livraison, E. Ducher éditeur, 28, rue de Vaugirard (1900).
- 87, rue des Sablons : le nom de Louis Salvan ne figure pas dans cette rue qui n'a plus que 40 numéros. Toutefois, en avril 1890, l'architecte a ajouté trois étages à l'immeuble du 23. L'hôtel du 87, détruit, est visible (planche du no 81 des Monographies de Bâtiments Modernes, A. Raguenet directeur Paris, 69e livraison, Hôtel 87 rue des Sablons, E. Ducher éditeur, 28, rue de Vaugirard (1895). Le toit était analogue à celui du 45, rue Cortambert.
- 42, rue Paul-Valéry  (1882 ?) ; cinq étages à quatre fenêtres. Balcon filant au cinquième. Signé L. Salvan Archt.
- 8, rue Desbordes-Valmore (1892) : hôtel particulier de deux étages, ni signé ni daté.
- 10, rue Desbordes-Valmore (1892) : hôtel particulier de deux étages, ni signé ni daté.
- 14, rue Desbordes-Valmore (1879) : hôtel particulier de deux étages, signé L. Salvan.
- 16, rue Desbordes-Valmore (1879) : hôtel particulier de deux étages, signé L. Salvan.
- 18, rue Desbordes-Valmore : hôtel particulier de deux étages, signé L SALVANT 1880 ; l'arrière de ces hôtels correspond à l'arrière des numéros impairs de la villa Guibert avec des jardins entre eux.
- 43, rue Decamps (1882) ; hôtel particulier de trois étages, le rez-de-chaussée étant surélevé, au-dessus d'un sous-sol. Deux fenêtres variées par étages. Signé L. SALVAN Archi.
- 89, rue du Ranelagh (1902) : rez-de-chaussée. Remplacé.
- 90, rue du Ranelagh (1883) : hôtel particulier de deux étages en pierre blanche, à trois fenêtres de chaque côté. Séparé des constructions voisines, signé L SALVAN  Archi 1883.
- 100, rue du Ranelagh (1885) : hôtel particulier. Détruit ? Le numéro 100 n'existe plus.
- 101, rue du Ranelagh (1885) : transformation d'un immeuble signé Hennequet.
- 142, rue de Longchamp (vers 1885) : style néo-Renaissance[6] ; deux étages, deux fenêtres par étage, non daté, signé L. Salvan.
- 1b, avenue des Chalets (1889) et 101 bis, rue du Ranelagh : hôtel particulier de trois étages en brique, pierre de taille et meulière, de style néo-Renaissance[6], signé L. Salvan Archt. (belle allure). En face du début de l'avenue Vion-Whitcomb.
- 103, rue du Ranelagh et avenue des Chalets (1882-1883) : hôtel plus simple que celui du 101 bis. Non signé.
- 105, rue du Ranelagh (1881-1883) : hôtel particulier contigu au 103. De même hauteur. Signé L. Salvan.
- 45, rue Cortambert (1890) : style néo-gothique[6], signé (voir la photo). Espace entre les immeubles des 45 et 47. À l'origine, comprenait écuries et remise.
- 60, rue Cortambert (1894) : six étages, cinq fenêtres par étage. Signé L Salvan.
- 62, rue Cortambert (1895) : six étages, cinq fenêtres par étage. Signé L Salvan. Les 60 et 62 sont jumeaux.
- 14, boulevard Émile-Augier, (vers 1890) : style éclectique[6], sept étages en brique rouge à 8 + 1 + 9 fenêtres rue Gustave-Nadaud et balcon filant au sixième étage pour les dix-huit fenêtres comme au 11, rue François-Ponsard tout proche (6 + 7 fenêtres). Signé L. Salvan Archt à la première fenêtre de coin (voir la photo de la partie de la rue Gustave-Nadaud). Immeuble plus simple dans la cour (6 étages).
- 30, rue Michel-Ange (1891) : en fait, il s'agit de deux immeubles analogues de six étages et onze fenêtres en tout. Il n'y a qu'une entrée (numérotée 30-28). Chaque immeuble est signé L. Salvan 1891, ici, comme à ses débuts (en 1878), en lettres gothiques. Derrière, il y a deux pavillons dont un en brique rouge. Le carrelage du sol de l'entrée est signé Corbassiére 35 bd de la Chapelle. L'entreprise est toujours en activité.
- 30, boulevard Flandrin (1883) : hôtel particulier de 3 (?) étages, détruit vers 1924. Remplacé.
- 32, boulevard Flandrin (1892) : hôtel particulier. Détruit et remplacé.
- 119, rue de la Faisanderie (1879) : hôtel particulier, quatre étages. Pierre et ardoise. Non daté. Signé L. SALVAN Arch. Élégant.
- 27, rue de Passy : immeuble de cinq étages à neuf fenêtres incluant le 29, qui n'est pas mentionné. Non signé. Permis attribué à l'architecte pour le no 29 en mars 1880. Le carrelage du sol de l'entrée est signé Corbassière 35 bd de la Chapelle. Il y a un immeuble plus simple à sept fenêtres dans la cour.
- 47, boulevard de Beauséjour : (présumé de L.S. 1882-1885). Remplacé en 1928.
- 49, boulevard de Beauséjour : (présumé de L.S. 1884-1889). Remplacé par les nos 49 et 51.
- 53, boulevard de Beauséjour (1879). Remplacé en 1930.
- 59, boulevard de Beauséjour : immeuble de sept étages à six fenêtres, au carrefour de la fin de la rue du Ranelagh qui possède sept fenêtres. Signé L. SALVAN ARCH. 1884. Signature dans la rue, L. Salvan, près du no 110. L'architecte y est décédé (registre 16D92, n°1144). Il n'y a pas d'immeuble dans la cour.
- 66, rue de l'Assomption, au coin de l'avenue des Chalets : pavillon en 1881-1884, remplacé vers 1960.
- 40 bis, rue de Boulainvilliers (enregistré en tant que n° 40, commencé en 1888) : immeuble de six étages à cinq fenêtres. Beaux balcons métalliques individuels. Signé L. Salvan. Non daté. Entrée étroite. Escalier pentu. Pas d'ascenseur. À gauche de l'immeuble, entrée latérale métallique. On peut voir verticalement six et cinq fenêtres. Commerce au rez-de-chaussée.
- 27, rue Erlanger (1880) : immeuble en brique rouge de deux étages, non signé. La liste des permis de construire l'attribue à Louis Salvan. Le 31 est identique.
- 37, rue Erlanger (1880) : immeuble de six étages à cinq fenêtres et trois balcons filants. Signé L. Salvan 1880 (en partie effacé).
- 13, rue Benjamin-Franklin (ancienne rue Franklin) : immeuble (de cinq étages ?) où l'architecte a vécu et qui a accueilli l'Institut de la main (clinique) de 1985 à 1995. Remplacé en 1997.
- 9, rue Nicolo (1895[7]) : immeuble de quatre étages à cinq fenêtres par étage. Bâtiment non signé, ne ressemblant pas aux réalisations habituelles de l'architecte.
- 9, avenue Mozart (1894) : immeuble de sept étages à trois fenêtres par étage comme à la fin de la rue Bois-le-Vent (à angle obtus). Trois balcons filants. Signé L. Salvan Archt (à cette époque en gothique).
- 30, avenue Mozart (1880-1883) : hôtel particulier modifié et agrandi en 1895. Remplacé.
- 6, rue Louis-David (1903) : surélévation de trois étages d'un immeuble en pierre qui possède cinq étages à cinq fenêtres. En façade, le rez-de-chaussée est en meulière. Entrée mitoyenne devant un espace vide. Non signé.
- 29, rue Vineuse, à l'angle de la rue Scheffer (1882) : construction remplacée en 1930.
- 31, rue Poussin (1903) : immeuble de six étages. Non signé.
- Au cimetière du Père-Lachaise, 91e division, avenue Aguado, ligne 1, Louis Salvan a conçu et signé (voir l'agrandissement de la photo de la chapelle en bas à gauche de cette dernière) en 1889 la chapelle dont les premières cendres sont celles du juriste américain Adolphus Carter Whitcomb (1827-1888). Y reposent  notamment Félicité-Denise Lesueur, veuve Vion (1818-1891) et sa fille Louise Palmyre Vion (1844-1921), épouse d'Adolphus. Leur fils Adolphe Armand Abel, né Vion en 1880, Whitcomb en 1886, lieutenant tué à Iverny le 5 septembre 1914, y a été inhumé le 17 octobre suivant[8]. Une avenue Vion-Whitcomb existe dans le 16e arrondissement.
- En 1897, au 36, rue des Mathurins, il a transformé un salon de 300 places pour en faire la première version du théatre éponyme.

## Galerie

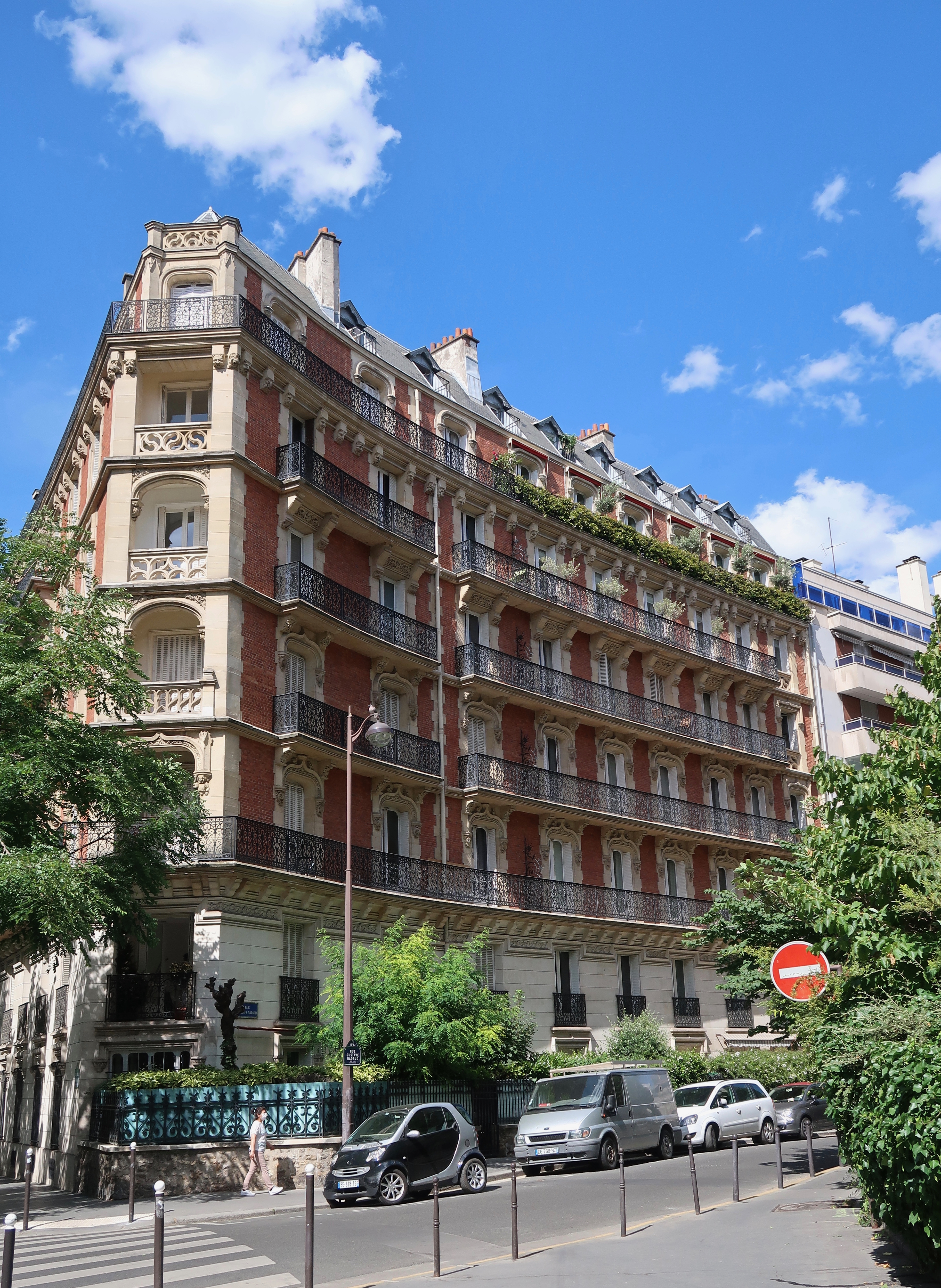
No 14, boulevard Émile-Augier, au croisement avec la rue Gustave-Nadaud.
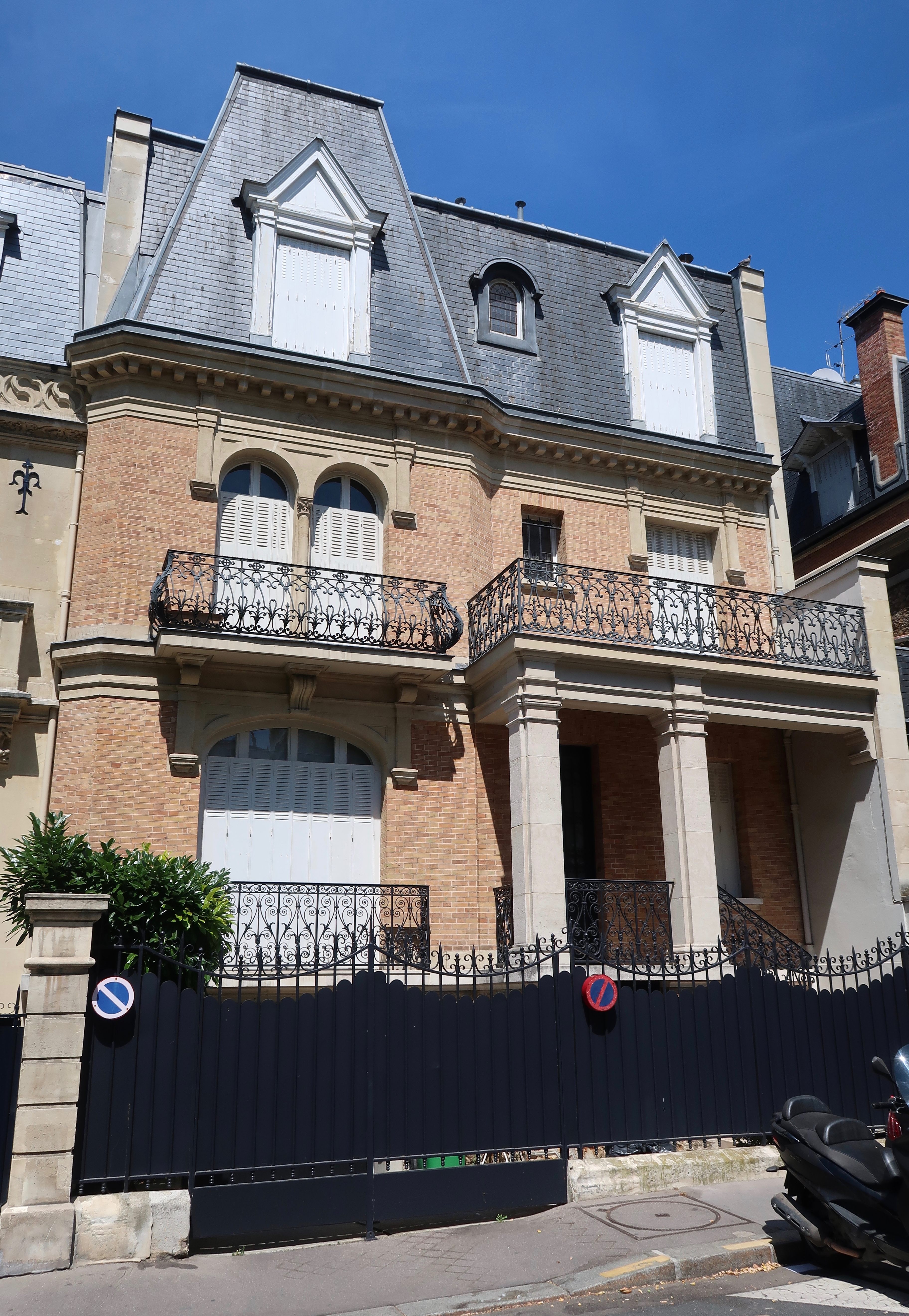
No 8, rue Desbordes-Valmore.
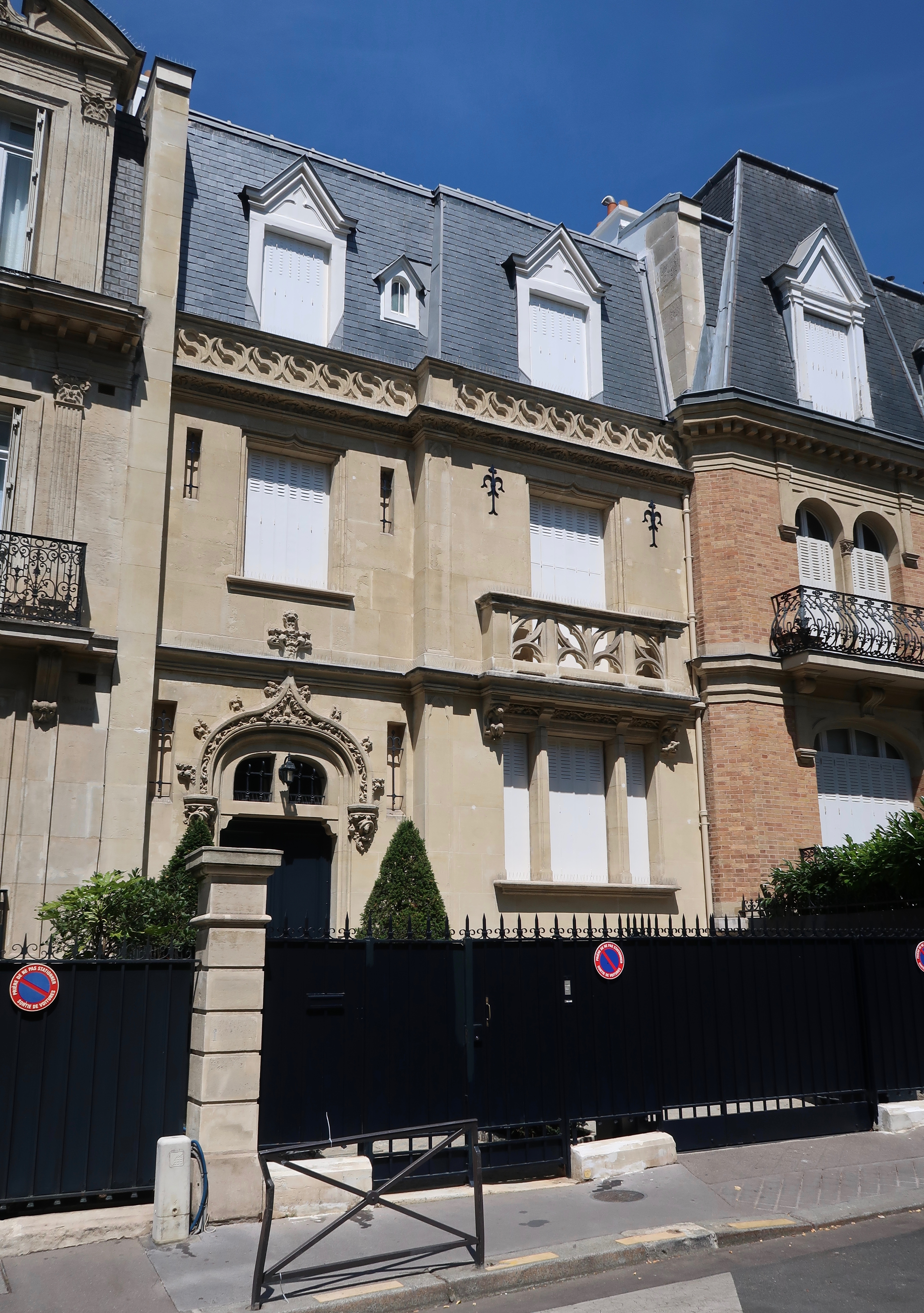
No 10, rue Desbordes-Valmore.
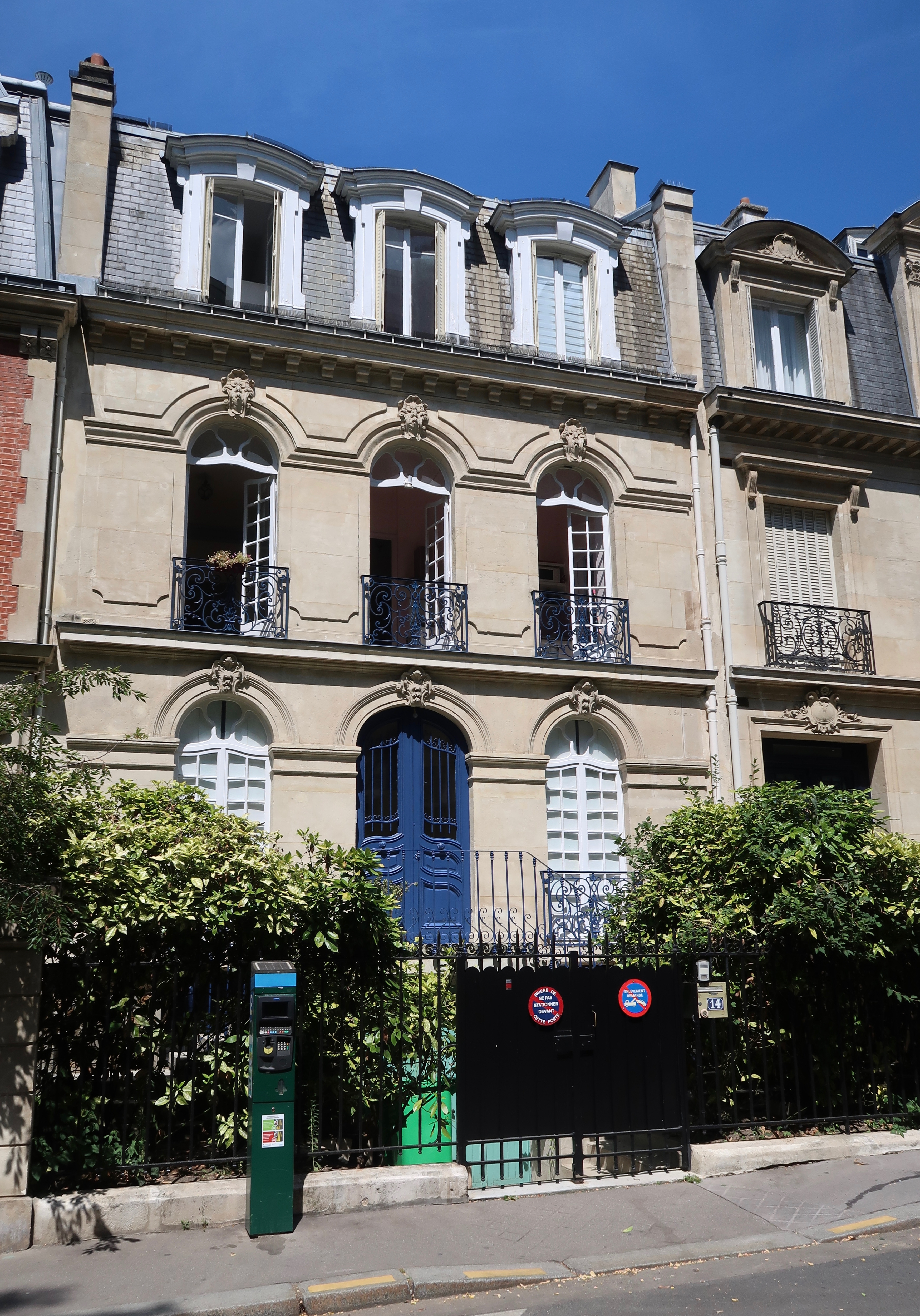
No 14, rue Desbordes-Valmore.
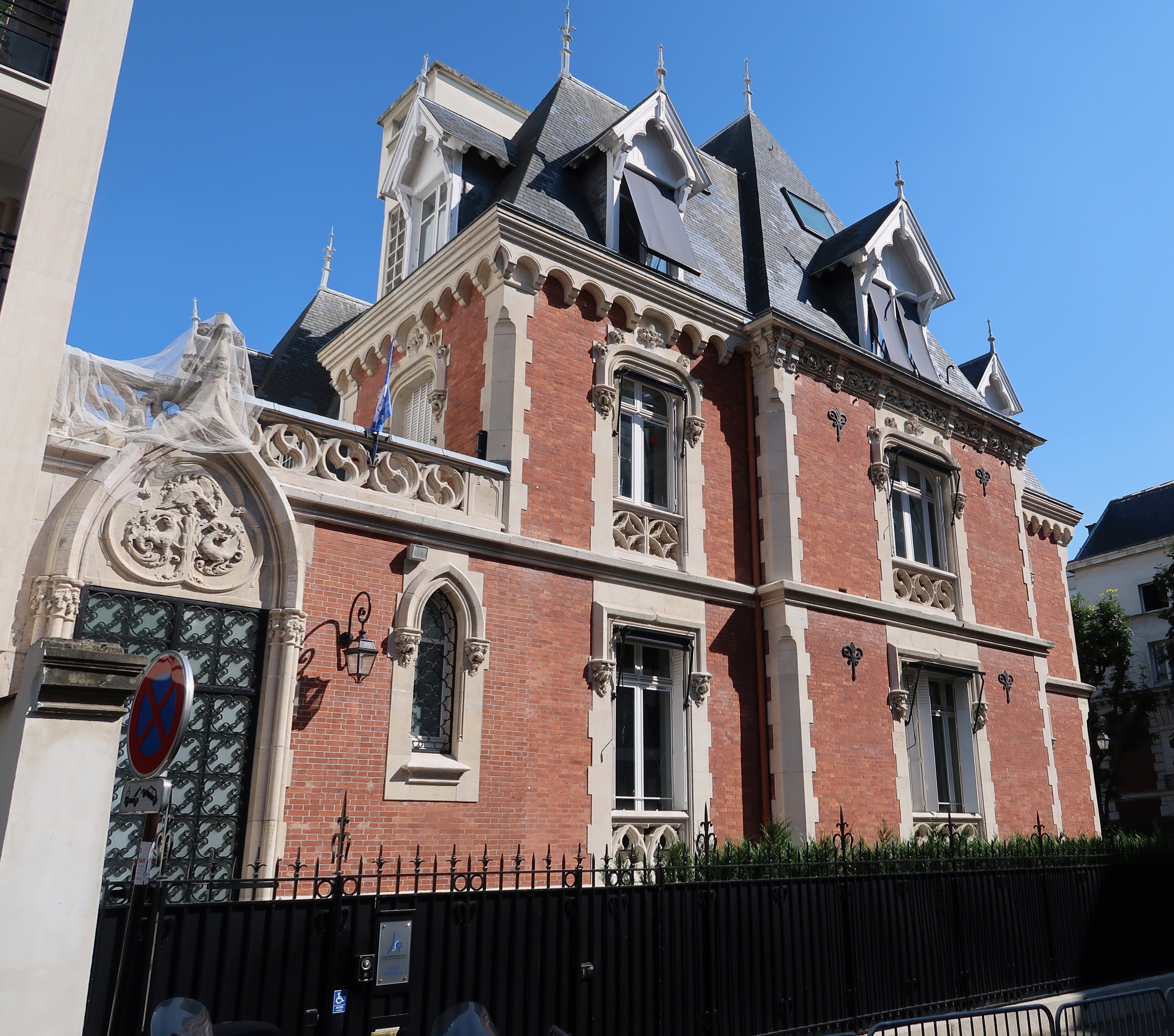
No 45, rue Cortambert.